# Trippenbachové
Trippenbachové (německy von Trippenbach nebo také česky z Trippenbachu, dále Trippenbach, Tryppenbach, Trypenbach, Tryffenbach, Triffenbach, Trittenbach) byli český rod, který byl v roce 1699 císařem Leopoldem I. povýšen do říšského šlechtického stavu majestátem daným ve Vídni dne 24. března 1699.

## Historie
Nejstarším předkem rodu je Urban Trippenbach. Do Čech přišel ze Saska v době třicetileté války. Dne 27. června 1705 byli bratři Dominik a Ferdinand Trippenbachové přijati do českého rytířského stavu.

## Erb
Erb rodu uvedený na stránkách v pravé části je pouze ilustrační a je vyhotoven podle popisu erbu (autor Vavřínek). 
Původní erb rodu je možné nalézt na stránkách Rakouského státního archivu. Jde o erb z roku 1699.  
Erb lze nalézt také v Německé digitální knihovně. V literatuře jsou pruské erby z roku 1824.

## Rodokmen
Rodokmen lze nalézt ve Sbírkách rodiny Dobřenských, Národní archiv.
Část rodokmenu rodu Trippenbach je uložena také v Německé digitální knihovně. Tato část rodokmenu vznikla v roce 1920. Autorem je Max Trippenbach.

## Větve rodu

### Větev Ferdinanda von Trippenbach
Rytíř Ferdinand František Urban von Trippenbach (1659 - 1732 Vídeň), syn Urbana Trippenbacha a Kateřiny, byl komorním úředníkem.

### Větev Dominika von Trippenbach
Rytíř Dominik von Trippenbach (1658 - 14.06.1722 Poděbrady), syn Urbana Trippenbacha a Kateřiny, lesmistr J.M.C. v Poděbradech a Kolíně.

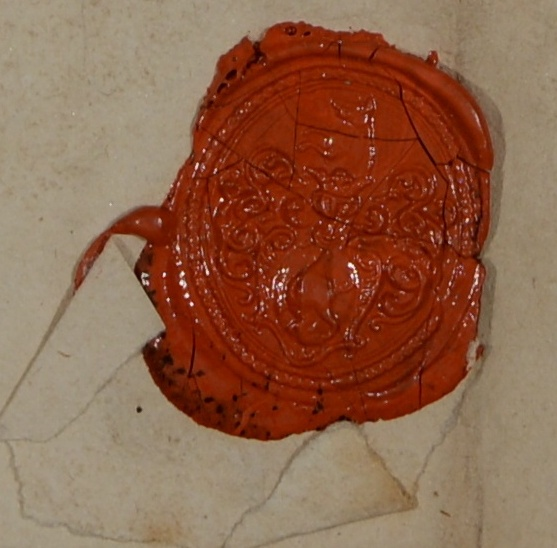
Pečeť Dominika von Trippenbacha z roku 1707

V roce asi 1695 si Dominik von Trippenbach vzal Ester Benignu Dobřenskou z Dobřenic (1657 – 20. dubna 1705, Poděbrady). Ester Benigna Dobřenská z Dobřenic v té době již byla vdovou a to po Johanovi Antonovi Perkobovi Baernclau zu Schönreuth. Společně s Dominikem von Trippenbach měla Ester Benigna Dobřenská z Dobřenic syna rytíře Jana Antonína Petra von Trippenbach (13. června 1699 Poděbrady - 10. prosince 1741 Kaňk, Kutná Hora, pohřben v Sedleci). Ester B.D. byla druhou ženou Dominika, toto lze doložit rodokmenem.

### Větev Jana Františka Šebestiána von Trippenbach
Jan František Šebestián  z Trippenbachu (1651 - 1721Praha ), syn Urbana Trippenbacha a Kateřiny (Sb. Dobřenských, NA) , apelační kancelista.  Jeho kariéra u soudu od 13. května 1683 - akcesista v kanceláři apelačního soudu; od 26. září 1692 - lesní registrátor, od 12. listopadu 1700 německý apelační sekretář.  

## Osobnosti

### Rytíř Jan Antonín Petr von Trippenbachpánna Sukově (Kutná Hora)
(13. června 1699 Poděbrady -10. prosince 1741 Kaňk)
Vlastnil se svou rodinou Dvůr Sukov (Kaňk) až do roku 1746, kdy byl dvůr prodán. 
Jan Antonín Petr von Trippenbach se nachází mezi studenty, kteří se 3. března 1718 zapsali ke studiu na Inženýrské škole v Praze. Šlo o první zápis studentů do této školy. Zprávu o tomto zápisu podal profesor Josef Willenberg. 
Jan Antonín Petr von Trippenbach si vzal postupně
- První ženu Annu Barboru Baullerovou z Hohenburgu a Svinnie (narozená 27. října 1698,Radnice u Rokycan, otec Jan František Bauller z Hohenburgu a Svinnie) sňatek 1. května 1721 Poděbrady[10]
- Druhou ženu Marii Annu Haugvicovu z Biskupic  (narozená 1705 Bečvárky /Ve sbírkách Dobřenských zapsáno Solopysky/ ) sňatek roku 1724 Sv. Stefan

Se svojí druhou ženou Marií Annou měl Jan Antonín Petr deset dětí:
1. Anna Teresie (Generosa - Štědrá) von Trippenbach (19. červenec 1725, Kutná Hora – 19. září 1792, Kutná Hora)
2. Anna Magdalena von Trippenbach (1. března 1727, Kutná Hora – ?)
3. Anna Barbora Josefa von Trippenbach (9. srpna 1729, Kutná Hora –?)
4. rytíř Johan Nepomucký František Isidor Josef von Trippenbach (19. září 1730, Kutná Hora[11] – 1790)
5. Václav Ignác Pantaleon von Trippenbach (27. července 1732, Kutná Hora – 23. prosince 1732, Kutná Hora)
6. rytíř Josef Antonín Petr Gotfrýd von Trippenbach (11. ledna 1734, Kutná Hora – 12. srpna 1805, Kutná Hora)
7. Barbora Kateřina Antonie Markéta von Trippenbach (10. července 1736, Kutná Hora – ?)
8. rytíř Antonín Václav Josef von Trippenbach (26. května 1738, Kutná Hora – ?)
9. rytíř Václav Jakub von Trippenbach (25. července 1739, Kutná Hora - ?)
10. Barbora Johana Anna von Trippenbach (10. prosince 1741, Kutná Hora – ?)

### Rytíř Johan von Trippenbach
(19. září 1730, Kutná Hora – 1790)
Pěší pluk „Gideon von Laudon“ č. 29

### Rytíř Antonín von Trippenbach
(26. května 1738, Kutná Hora – ?)
Pěší pluk „Gideon von Laudon“ č. 29

### František Antonín von Trippenbach
Právník u apelačního soudu a vrchním regent Chlumeckého panství.

### Marie Anna von Trippenbach - Cyrany z Bolleshausu – Hellinger
(narozená asi 1720 - zemřelá 3. května 1777 ve věku 57 let - Chrudim)
Česká šlechtična.

### Jan Petr Trippenbach (1681-1735)
řeholník
Syn Jana Františka Šebestiána z Trippenbachu (1651 - 1721)

### Josef (Lorenz) Trippenbach (1720-1772)
řeholník
Syn Jana Františka Šebestiána z Trippenbachu II. (narozen asi.1679) a Johany Juliany Fockinger (Volinger, Vockinger), sňatek 14.11.1705 Praha, kostel Sv. Mikuláše, Malostranské náměstí, rodokmen Dobřenských + matrika, Svědkem svatby byla Anna Regina Zálužská (Záluská) manželka urozeného pána Norberta Zálužského z Helfenštejna (Zaluského z Helfensteinu), sestra Johany Juliány, dcera po měšťanovi a tesaři Matějovi Figinger (Folinger, Volinger, Vockinger). Sňatek shodný kostel, matrika. 
Josef Tripenbach z Koblence (benediktinský kněz, čp. 683/1 (nové 27), opatství ben. kl. u sv. Mikuláše v Kaprově ul.) Uvedeno  v edici Eduarda Šebesty (Popis obyvatelstva hlavního města Prahy z roku 1770, Praha 1933). Jiří Smrž, Archiv hlavního města Prahy